# Schloßberg (Bopfingen)
Schloßberg ist ein Ortsteil der baden-württembergischen Stadt Bopfingen. Der Ort liegt am Hang der Burgruine Flochberg. Er hat 993 Einwohner (Stand: 31. Mai 2012).

## Geschichte
Im Jahre 1722 gründeten die katholischen Grafen von Oettingen die Siedlung Schloßberg am Fuß des Burgberges. Bereits 1689 und später noch einmal 1794 hatten die Grafen Heimatlosen die Ansiedlung auf dem Burghang erlaubt. 1689 wurden die Schlossgüter zu 9 Feldlehen gemacht und jedes für 60 Gulden verkauft. Zunächst entstanden etwa 50 einfache Häuschen, die an Neubürger abgegeben wurden.
Die Neubürger gehörten meist der Gruppe der Jenischen an und besaßen kein Land, da Schloßberg keine landwirtschaftlichen Nutzflächen hatte. Deshalb mussten sich die Einwohner ihren spärlichen Lebensunterhalt oft als Abdecker, Tagelöhner, Heimarbeiter, Hausierer, Korbflechter, Maurer oder Musikanten verdienen. 1806 fiel Schloßberg an das Königreich Bayern, 1810 kam es zu Württemberg. Bis 1820 war Schloßberg ein Teil Bopfingens und kam anschließend, bis 1850, zur Gemeinde Flochberg. Danach war es selbständige Gemeinde. Um 1840 gab es 66 Häuser in Schloßberg. Der Ort galt als eine der ärmsten Gemeinden im Königreich Württemberg. Weit verbreitet war auch das Betteln; erst gegen Ende des 19. Jahrhunderts konnten sich die Zustände allmählich bessern.
In der Zeit des Nationalsozialismus kam es in Schloßberg zu zahlreichen Zwangssterilisationen, die hauptsächlich Angehörige der Jenischen betrafen. Im Zuge der Gebietsreform wurde Schloßberg am 1. Januar 1971 ein Ortsteil von Bopfingen.

## Wappen
| Wappen des Bopfingers Stadtteils Schloßberg | Blasonierung: „In Gold (Gelb) über grünem Dreiberg ein zweitürmiges blaues Schloss.“                                                                             |
| Wappen des Bopfingers Stadtteils Schloßberg | Wappenbegründung: Bei dem Wappen – Schloss über Berg – handelt es sich um ein „Redendes Wappen“. Das Wappen ist historisch begründet und heraldisch einwandfrei. |

## Sehenswürdigkeiten
- Ruine der Burg Flochberg aus dem 12. Jahrhundert.
- Kriegerdenkmal Schlossberg für die Verstorbenen aus dem Ersten und Zweiten Weltkrieg
- Beiberg [Buchberg]
- Walburgis-Brunnen